# 卡迪森-辛格問題
数学上，卡迪森-辛格問題（英語：Kadison–Singer problem）於1959年提出，有關泛函分析，問某個特定C*-代数上的任意線性泛函，延拓到另一個較大的C*-代數時，是僅有唯一的可能，抑或可以有多個不同的延拓。2013年，問題得到解決，答案為肯定（即唯一）。
問題源出1940年代保罗·狄拉克對量子力学理論基礎的研究。1959年，理查德·卡迪森與艾沙道尔·辛格給出嚴格的問題敍述。此後，發現純數學、應用數學、工程學、電腦科學等學科的多個未解問題，皆與卡迪森-辛格問題等價。卡迪森、辛格，以及日後多個作者，都相信問題答案為否定（即不唯一），然而於2013年，亞當·馬庫斯、丹尼爾·斯皮爾曼、尼基·斯里瓦斯塔瓦合著論文給出肯定的答案。翌年，三人因此獲SIAM頒發波利亞獎。
馬-斯-斯三氏皆為電腦科學家，本來並非研究C*-代數。:83馬庫斯甚至稱自己在解決該問題後，「仍无法用C*-代数的语言来描述它」:86。解決問題的轉捩點，是喬爾·安德森（Joel Anderson）將其重寫成不牽涉C*-代數理論的等價形式。:84安德森於1979年證明，其「鋪砌猜想」（英語：paving conjecture）與卡迪森-辛格問題等價。該猜想僅牽涉有限維希爾伯特空間的算子，而相比之下，原問題的空間則是無窮維。此後，亦有其他學者，如尼克·威佛（Nik Weaver），在有限維空間中，給出其他等價問法。威佛的版本吸引了馬-斯-斯三氏研究。:85而此版本用交織多項式族（英語：interlacing family）獲解決。

## 原問題敍述
先引入若干定義：
{\displaystyle {\boldsymbol {\ell }}^{2}}平方可和的複序列空間，即{\displaystyle \ell ^{2}=\left\{(x_{1},x_{2},\ldots ):x_{i}\in \mathbb {C} ,\sum _{i}\left|x_{i}\right|^{2}<\infty \right\}}。此空間為可分希爾伯特空間，內積定義由{\displaystyle \langle x,y\rangle =\sum _{i}x_{i}{\overline {y_{i}}}}給出。
{\displaystyle {\boldsymbol {B}}({\boldsymbol {\ell }}^{2})}從{\displaystyle \ell ^{2}}到{\displaystyle \ell ^{2}}的連續線性算子組成的集合。此集合上，有加減法、乘法、伴隨等運算，構成一個C*-代数。
{\displaystyle {\boldsymbol {D}}({\boldsymbol {\ell }}^{2})}從{\displaystyle \ell ^{2}}到{\displaystyle \ell ^{2}}的對角連續線性算子集合。換言之，{\displaystyle D(\ell ^{2})=\left\{\left.f:\ell ^{2}\to \ell ^{2}\right|f(x)=(a_{1}x_{1},a_{2}x_{2},\ldots ),{\text{ 其 中 }}a_{i}\in \mathbb {C} ,{\text{ 且 }}a_{i}{\text{ 有 界 }}\right\}}。{\displaystyle D(\ell ^{2})}包含於{\displaystyle B(\ell ^{2})}，故為其子C*-代数。
態C*-代數{\displaystyle A}上的態，是連續線性泛函{\displaystyle \varphi :A\to \mathbb {C} }，將單位元{\displaystyle I}映到{\displaystyle 1}，且對任意半正定的{\displaystyle T\geq 0}，有{\displaystyle \varphi (T)\geq 0}（即此時{\displaystyle \varphi (T)}要取實值，且該實值為非負）。
純態接續上項，{\displaystyle \varphi }稱為純態，意思是在{\displaystyle A}上所有態組成的集合中，{\displaystyle \varphi }是極端點，即不能寫成其他態的凸組合。
由哈恩-巴拿赫定理，{\displaystyle D(\ell ^{2})}上的任意泛函，必能延拓到{\displaystyle B(\ell ^{2})}上。卡迪森與辛格二人問，對於純態，此延拓是否唯一。所以，卡迪森-辛格問題是要證明或否證以下命題：
對{\displaystyle D(\ell ^{2})}上的任意純態{\displaystyle \varphi }，{\displaystyle B(\ell ^{2})}上都存在唯一的態{\displaystyle \psi }，使{\displaystyle \psi }延拓{\displaystyle \varphi }，即兩者限制到{\displaystyle D}時等同。

此命題已證為真。

## 鋪砌猜想敍述
卡迪森-辛格問題的答案為肯定，當且僅當以下鋪砌猜想為真：
 對任意的{\displaystyle \varepsilon >0}，存在正整數{\displaystyle k}使得：對每個{\displaystyle n}，以及對{\displaystyle n}維希爾伯特空間{\displaystyle \mathbb {C} ^{n}}上的每個線性算子{\displaystyle T}（可視為{\displaystyle n\times n}方陣），若其對角線全零，則存在某種方法將{\displaystyle \{1,\dots ,n\}}分劃為{\displaystyle k}份{\displaystyle A_{1},\dots ,A_{k}}，使得
{\displaystyle \|P_{A_{j}}TP_{A_{j}}\|\leq \varepsilon \|T\|} 對於每個 {\displaystyle j=1,\ldots ,k} 都成立。
此處{\displaystyle P_{A_{j}}}是正交投影，將{\displaystyle \mathbb {C} ^{n}}（坐標以{\displaystyle 1,2,\ldots ,n}為下標）映到坐標僅以{\displaystyle A_{j}}元素為下標的子空間。換言之，{\displaystyle P_{A_{j}}TP_{A_{j}}}是下標為{\displaystyle A_{j}}元素的各行列，相交而得的子方陣。而矩陣範數{\displaystyle \|\cdot \|}取為譜範數，即來自{\displaystyle \mathbb {C} ^{n}}上歐氏範數的算子范数。

注意命題中，{\displaystyle k}只能與{\displaystyle \varepsilon }有關，但不取決於{\displaystyle n}。

## 偏差敍述
尼克·威佛（Nik Weaver）證明，以下「偏差理論」命題，同樣與卡迪森-辛格問題（的肯定答案）等價：
設有向量{\displaystyle u_{1},\ldots ,u_{m}\in \mathbb {C} ^{d}}，滿足{\displaystyle \sum _{i=1}^{m}u_{i}u_{i}^{*}=I}（{\displaystyle d\times d}單位方陣），且對每個{\displaystyle i}，{\displaystyle \|u_{i}\|_{2}^{2}\leq \delta }。則存在一種方法將{\displaystyle \{1,\ldots ,m\}}分劃成兩個子集{\displaystyle S_{1}}和{\displaystyle S_{2}}，使得對於{\displaystyle j=1,2}都有
{\displaystyle \left\|\sum _{i\in S_{j}}u_{i}u_{i}^{*}\right\|\leq {\frac {\left(1+{\sqrt {2\delta }}\right)^{2}}{2}}.}

馬庫斯、斯皮爾曼、斯里瓦斯塔瓦三人用交織多項式族（英語：interlacing families）的技巧，證明上述命題為真。該命題又有以下推論：

設向量{\displaystyle v_{1},\ldots ,v_{m}\in \mathbb {R} ^{d}}滿足{\displaystyle \|v_{i}\|_{2}^{2}\leq \alpha }（對所有{\displaystyle i}），還有
{\displaystyle \sum _{i=1}^{m}\langle v_{i},x\rangle ^{2}=1} 對滿足{\displaystyle \|x\|=1}的所有向量{\displaystyle x\in \mathbb {R} ^{d}}成立。
則可以將{\displaystyle \{1,\ldots ,m\}}分劃成兩個子集{\displaystyle S_{1}}、{\displaystyle S_{2}}，使得對{\displaystyle j=1,2}，以及滿足{\displaystyle \|x\|=1}的任意向量{\displaystyle x\in \mathbb {R} ^{d}}，皆有：
{\displaystyle \left|\sum _{i\in S_{j}}\langle v_{i},x\rangle ^{2}-{\frac {1}{2}}\right|\leq 5{\sqrt {\alpha }}.}

「偏差」一詞的含義，在{\displaystyle \alpha }較小時顯明：在單位球面上取值恆為{\displaystyle 1}的二次型，可以分拆成兩個大致相等的二次型，而分拆出來的二次型在單位球面上各處的取值，離{\displaystyle 1/2}的偏差很小。利用命題此種形式，可以推導出關於圖分劃的若干結果。

## 外部鏈結
- Nicholas J. A. Harvey.  [卡迪森-辛格問題與鋪砌猜想的介紹] (PDF). 2013-07-11  [2021-10-16]. （原始内容存档 (PDF)于2021-10-21） （英语）.
- 陶哲軒.  [實穩定多項式與卡迪森-辛格問題] (網誌). 2013-11-04  [2021-10-16]. （原始内容存档于2022-01-19） （英语）.